# Павлюченко Павло Сергійович
Павло Сергійович Павлюченко (біл. Павел Сяргеевіч Паўлючэнка, рос. Павел Сергеевич Павлюченко, нар. 1 січня 1998, Могильов) — білоруський футболіст, воротар клубу «Динамо-Берестя».
Виступав, зокрема, за «Дніпро» (Могильов), а також національну збірну Білорусі.

## Клубна кар'єра
Народився 1 січня 1998 року в місті Могильов. Вихованець могильовського футболу, у 2014 році почав виступати за дубль місцевого «Дніпра» (Могильов). За підсумками сезону 2014 «Дніпро» втратив місце у Вищій лізі, а дубль був розпущений, у сезоні 2015 Павло був дублером голкіпера в основній команді. У сезоні 2015 року він почав виступати за основну команду, вигравши конкуренцію у досвідченого Руслана Капанцова. Зігравши в 20 матчах у Першій лізі, він допоміг могильовському клубу повернутися до елітного дивізіону.
У грудні 2016 року він продовжив контракт з «дніпрянами» до кінця 2018 року. Сезон 2017 року розпочав у дублюючому складі, через що липні 2017 року, так і не зігравши за «Дніпро» у Вищій лізі, він перейшов до «Динамо-Берестя», де став лише третім воротарем. 27 серпня 2017 року він дебютував у Вищій лізі у гостьовому матчі проти «Славії-Мозир» (2:1), провівши 90 хвилин на полі. З жовтня 2017 року став твердо виступати в стартовому складі «Динамо». Загалом протягом сезону 2017 року він зіграв за «Динамо» 7 ігор, в яких пропустив 2 голи та допоміг клубу посісти четверте місце в чемпіонаті за що отримав звання найкращого воротаря клубу у сезоні за версією вболівальників.
У сезонах 2018 і 2019 років він був другим воротарем «Динамо» після Олександра Гутора, після уходу якого у грудні 2019 року продовжив контракт з «динамівцями» до кінця 2020 року. З клубом тричі поспіль вигравав Суперкубок у 2018—2020 роках, а також по разу здобув національний кубок (2018) та чемпіонат (2019). Станом на 14 квітня 2020 року відіграв за мінських «динамівців» 19 матчів в національному чемпіонаті.

## Виступи за збірні
2014 року дебютував у складі юнацької збірної Білорусі (U-17), загалом на юнацькому рівні взяв участь у 7 іграх, пропустивши 20 голів.
Дебютував у складі молодіжної збірної Білорусі 31 травня 2017 року в товариському проти Росії (0:7). Загалом протягом 2017—2019 років на молодіжному рівні зіграв у 9 офіційних матчах, пропустив 14 голів.
13 листопада 2017 року дебютував в офіційних матчах у складі національної збірної Білорусі, зігравши другий тайм товариський матчу проти Грузії (2:2), пропустивши один гол.

## Статистика виступів

### Статистика клубних виступів
| Сезон                         | Команда                       | Чемпіонат                     | Чемпіонат | Чемпіонат | Національний кубок | Національний кубок | Національний кубок | Континентальні кубки | Континентальні кубки | Континентальні кубки | Інші змагання | Інші змагання | Інші змагання | Усього | Усього | Усього |
| Сезон                         | Команда                       | Ліга                          | Ігор      | Голів     | Ліга               | Ігор               | Голів              | Ліга                 | Ігор                 | Голів                | Ліга          | Ігор          | Голів         | Ігор   | Голів  |        |
| ----------------------------- | ----------------------------- | ----------------------------- | --------- | --------- | ------------------ | ------------------ | ------------------ | -------------------- | -------------------- | -------------------- | ------------- | ------------- | ------------- | ------ | ------ | ------ |
| 2016                          | «Дніпро» (Могильов)           | 1Л (ІІ)                       | 20        | -17       | КБ                 | 0                  | 0                  |                      | -                    | -                    |               | -             | -             | 20     | -17    |        |
| 2017                          | «Дніпро» (Могильов)           | ВЛ                            | 0         | 0         | КБ                 | 1                  | 0                  |                      | -                    | -                    |               | -             | -             | 1      | 0      |        |
| Усього за «Дніпро» (Могильов) | Усього за «Дніпро» (Могильов) | Усього за «Дніпро» (Могильов) | 20        | -17       |                    | 1                  | 0                  |                      | -                    | -                    |               | -             | -             | 21     | -17    |        |
| 2017                          | «Динамо-Берестя»              | ВЛ                            | 7         | -2        | КБ                 | 0                  | 0                  | ЛЄ                   | 0                    | 0                    |               | -             | -             | 7      | -2     |        |
| 2018                          | «Динамо-Берестя»              | ВЛ                            | 6         | -5        | КБ                 | 0                  | 0                  | ЛЄ                   | 1                    | -3                   | СБ            | 0             | 0             | 7      | -8     |        |
| 2019                          | «Динамо-Берестя»              | ВЛ                            | 4         | -4        | КБ                 | 2                  | -1                 | ЛЄ                   | 0                    | 0                    | СБ            | 1             | -1            | 7      | -6     |        |
| 2020                          | «Динамо-Берестя»              | ВЛ                            | 0         | 0         | КБ                 | 0                  | 0                  |                      | -                    | -                    | СБ            | 1             | 0             | 1      | 0      |        |
| Усього за кар'єру             | Усього за кар'єру             | Усього за кар'єру             | 37        | -28       |                    | 3                  | -1                 |                      | 1                    | -3                   |               | 2             | -1            | 43     | -33    |        |

### Статистика виступів за збірну
| Дата       | Місто         | Господарі | Результат | Гості    | Турнір           | Голи | Примітки |
| ---------- | ------------- | --------- | --------- | -------- | ---------------- | ---- | -------- |
| 13-11-2017 | Кутаїсі       | Грузія    | 2 – 2     | Білорусь | товариський матч | -1   | 46'      |
| 26-2-2020  | Софія (місто) | Болгарія  | 0 – 1     | Білорусь | товариський матч | -    |          |
| Усього     |               | Матчів    | 2         |          | Голів            | -1   |          |

## Досягнення

### «Дніпро» (Могильов)
- Переможець Першої ліги Білорусі: 2016

### «Динамо-Берестя»
- Чемпіон Білорусі: 2019
- Володар Кубка Білорусі: 2017/18
- Володар Суперкубка Білорусі (3): 2018, 2019, 2020

### «Пахтакор»
- Чемпіон Узбекистану: 2023